# Gotham Independent Film Awards 2006
La 16ª edizione dei Gotham Independent Film Awards si è svolta il 29 novembre 2006 a New York ed è stata presentata da David Cross.
Le candidature sono state annunciate il 23 ottobre 2006.

## Vincitori e candidati
I vincitori sono indicati in grassetto, a seguire gli altri candidati.

### Miglior film
- Half Nelson, regia di Ryan Fleck
- The Departed - Il bene e il male (The Departed), regia di Martin Scorsese
- Little Children, regia di Todd Field
- Marie Antoinette, regia di Sofia Coppola
- Old Joy, regia di Kelly Reichardt

### Miglior documentario
- Iraq in Fragments, regia di James Longley
- Deliver Us from Evil, regia di Amy Berg
- Following Sean, regia di Ralph Arlyck
- Una scomoda verità (An Inconvenient Truth), regia di Davis Guggenheim
- Jonestown: The Life and Death of Peoples Temple, regia di Stanley Nelson

### Miglior interprete emergente
- Shareeka Epps - Half Nelson
- Rinko Kikuchi - Babel
- Abigail Breslin - Little Miss Sunshine
- Melinda Page Hamilton - Hotdog - Un cane chiamato Desiderio (Sleeping Dogs Lie)
- Channing Tatum - Guida per riconoscere i tuoi santi (A Guide to Recognizing Your Saints)

### Miglior cast
- Babel

Brad Pitt, Cate Blanchett, Gael García Bernal, Kōji Yakusho, Adriana Barraza, Rinko Kikuchi, Said Tarchani e Boubker Ait El Caid
- For Your Consideration

Bob Balaban, Jennifer Coolidge, Christopher Guest, John Michael Higgins, Eugene Levy, Jane Lynch, Michael McKean, Catherine O'Hara, Parker Posey, Harry Shearer e Fred Willard
- Little Miss Sunshine

Greg Kinnear, Toni Collette, Steve Carell, Paul Dano, Abigail Breslin ed Alan Arkin
- Radio America (A Prairie Home Companion)

Woody Harrelson, Tommy Lee Jones, Garrison Keillor, Kevin Kline, Lindsay Lohan, Virginia Madsen, John C. Reilly, Maya Rudolph, Meryl Streep, Lily Tomlin, L.Q. Jones, Sue Scott e Tim Russell
- Shortbus - Dove tutto è permesso (Shortbus)

Sook-Yin Lee, Paul Dawson, Lindsay Beamish, PJ DeBoy, Raphael Barker, Peter Stickles, Jay Brannan e Justin Bond

### Miglior regista emergente
- Ryan Fleck - Half Nelson
- Ramin Bahrani - Man Push Cart
- Laurie Collyer - Sherrybaby
- So Yong Kim - In Between Days
- James Marsh - The King

### Miglior film non proiettato in un cinema vicino
- Choking Man, regia di Steve Barron
- Colma: The Musical, regia di Richard Wong
- In Between Days (방황의 날들), regia di So Yong Kim
- The Great Happiness Space: Tale of an Osaka Love Thief, regia di Jake Clennell
- Wristcutters - Una storia d'amore (Wristcutters: A Love Story), regia di Goran Dukić

### Premio alla carriera
- Alfonso Cuarón, Guillermo del Toro e Alejandro González Iñárritu
- Mark Cuban e Todd Wagner
- Edward Norton
- Tim Robbins
- Kate Winslet